# NGC 5985
NGC 5985 este o infrared source⁠(d) situată în constelația Dragonul. A fost descoperită în 25 mai 1788 de către William Herschel. Se află la o distanță de 52,72 de megaparseci de Pământ.